# Puntgroep
Een puntgroep met betrekking tot de oorsprong van een euclidische ruimte is een isometriegroep waarvan alle isometrieën de oorsprong als dekpunt hebben. Het is dus een ondergroep van de orthogonale groep. Puntgroepen met betrekking tot de oorsprong zijn van belang als mogelijke symmetriegroep van een figuur in de betreffende ruimte. Het zijn voorbeelden van de in de wiskunde gedefinieerde groepen. De naam puntgroep slaat op het symmetriepunt.
Puntgroepen worden in de scheikunde gebruikt in de theorie van de chemische binding. De kristallografie beschrijft de kristalstructuur van verschillende materialen en maakt daarvoor gebruik van de röntgenkristallografie en de spectroscopie. De kristalstructuur wordt onder andere met behulp van puntgroepen beschreven. Puntgroepen kunnen op verschillende manieren worden weergegeven, bijvoorbeeld met een grafisch programma. Ze beschrijven de symmetrie van een molecuul. Sommige moleculen hebben zo'n symmetriepunt en dit maakt dat puntgroepen in de scheikunde veel toepassing vinden. Translaties van het molecuul blijven daarbij dus buiten beschouwing. Onder andere is het chirale karakter van een molecuul of molecuulfragment gerelateerd aan de puntgroep.
Puntgroepen worden vooral binnen de kristallografie gebruikt, dus in drie dimensies. Het is mogelijk ze op dezelfde manier voor twee dimensies te definiëren als dat voor drie dimensies is gedaan. De bewerkingen in de puntgroep in twee dimensies, van een rozet, kunnen alleen de rotatie om een punt en de spiegeling zijn. Hoewel in drie dimensies alle bewerkingen uit de rotaties om een omwentelingsas en de spiegeling kunnen worden samengesteld, worden er in drie dimensies meestal vijf bewerkingen onderscheiden, die een meetkundige figuur op zichzelf afbeelden.
De symmetrie-bewerkingen binnen één puntgroep kunnen wiskundig eeneenduidig met orthogonale matrices worden beschreven, waarbij de bijbehorende matrixvermenigvuldiging is gedefinieerd als het na elkaar uitvoeren van twee symmetriebewerkingen. Dit heeft tot gevolg dat de matrix-representaties van alle symmetriebewerkingen in een puntgroep een matrixgroep vormen, waarop de representatietheorie van toepassing is. De representatietheorie maakt veelvuldig gebruik van de indeling in nevenklassen en daarnaast ook van de correlatie tussen een groep en zijn ondergroepen. De ondergroepen hebben een lagere symmetrie dan de groep zelf. Behalve een indeling van een puntgroep in ondergroepen, kent men ook een indeling in conjugatieklassen.

## Begrippen
Er zijn in drie dimensies vier soorten puntsymmetrie-bewerkingen, met de identiteit meegeteld vijf. Beperkt tot discrete symmetrie zijn dit:
1. Spiegeling in een vlak, symbool {\displaystyle \sigma }.
2. Niet-triviale rotatie om een as, om een lijn, symbool {\displaystyle C_{n}}. De {\displaystyle C} staat voor cyclisch, deze staan model voor de cyclische groepen.
3. Inversie door een punt, symbool {\displaystyle i}. Het inversiepunt is altijd ook het symmetriepunt, het moleculaire centrum. De combinatie rotatie over een hoek van 180° en inversie levert een spiegeling op: {\displaystyle C_{2}i=\sigma }.
4. Draaispiegeling samengesteld uit een rotatie over een hoek die niet 0° of 180° is, om een as, plus een spiegeling in een vlak loodrecht op die as, symbool {\displaystyle S_{n}}, met {\displaystyle S_{n}=C_{n}\sigma =\sigma C_{n}}.
5. Identieke afbeelding in de ruimte, symbool {\displaystyle E}.

Twee keer vlakspiegeling of twee keer puntspiegeling komt weer uit bij de beginsituatie: {\displaystyle \sigma ^{2}=E,\ i^{2}=E}. De index {\displaystyle n} bij {\displaystyle C_{n}} en {\displaystyle S_{n}} geeft het aantal rotaties aan dat nodig is om weer uit te komen bij de beginsituatie: {\displaystyle C_{n}^{n}=E,\ S_{n}^{n}=E}. Theoretisch kan {\displaystyle n} ieder natuurlijk getal zijn, het aantal puntgroepen is dus oneindig, maar in de meeste toepassingen is {\displaystyle n} niet groter dan 8 à 12.
De puntsymmetrie-elementen zijn:
1. Het spiegelvlak, symbool {\displaystyle \sigma } met horizontaal: {\displaystyle \sigma _{\text{h}}}, verticaal: {\displaystyle \sigma _{\text{v}}} en diagonaal: {\displaystyle \sigma _{\text{d}}}.
2. De rotatieas, symbool {\displaystyle C_{n}}.
3. Het inversiepunt, symbool {\displaystyle i}.
4. De draaispiegelingsas, symbool {\displaystyle S_{n}}.

De puntsymmetrieelementen van een object of molecuul bepalen welke puntsymmetriebewerkingen mogelijk zijn. Een puntgroep als verzameling van bewerkingen wordt daarom bepaald aan de hand van de puntsymmetrieelementen. De puntsymmetrieelementen en de daarbij voorkomende bewerkingen worden gewoonlijk met dezelfde symbolen aangegeven, eventueel met een subscript als nadere precisering.
De puntgroepen kunnen globaal aan de hand van het aantal rotatieassen worden ingedeeld:
- De niet-axiale groepen, dat wil zeggen dat er onder de puntsymmetrieelementen geen rotatieas as voorkomt: {\displaystyle C_{1}} bij {\displaystyle E}, {\displaystyle C_{i}} bij i en {\displaystyle C_{s}} bij {\displaystyle \sigma }.
- De groepen met één hoofdas: {\displaystyle C_{n}} bij eigenlijke rotatie, {\displaystyle S_{2n}} bij oneigenlijke rotatie en {\displaystyle C_{n{\text{v}}},C_{n{\text{h}}}} bij rotatie en vlakspiegeling.
- De groepen met één hoofdas en {\displaystyle n} nevenassen: {\displaystyle D_{n}} zonder spiegelvlakken en {\displaystyle D_{n{\text{d}}},D_{n{\text{h}}}} met spiegelvlakken erbij. Dit zijn dihedrale groepen
- De groepen met drie of meer hoofdassen: de kubische groepen {\displaystyle T,\,T_{\text{h}},\,T_{\text{d}},\,O} en {\displaystyle O_{\text{h}}} en de icosahedrale groepen {\displaystyle I} en {\displaystyle I_{\text{h}}}. De subscripten verwijzen ook hier naar spiegelvlakken.
- De groepen voor lineaire symmetrie: {\displaystyle C_{\infty {\text{v}}},D_{\infty {\text{h}}}} en voor bolsymmetrie: {\displaystyle R_{3}}. Dit zijn oneindige groepen.
- Daarnaast nog een aantal dubbelgroepen. Deze worden gevormd door als extra operator nog tijdsinversie (spininversie) toe te voegen. Dubbelgroepen zijn vooral nuttig bij het beschrijven van overgangsmetaalcomplexen.

De hoofdas wordt altijd als {\displaystyle z}-as gedefinieerd: h voor horizontaal duidt dan op het {\displaystyle xy}-vlak, v voor verticaal duidt op de {\displaystyle x_{i}z}-vlakken en d voor diagonaal op de vlakken diagonaal tussen {\displaystyle x_{i}z} en {\displaystyle x_{i+1}z}.

## Voorbeeld
De groepselementen van een puntgroep zijn niet de symmetrie-elementen, maar de symmetrie-operatoren.
Nemen we als voorbeeld {\displaystyle D_{4{\text{h}}}}, een dihedrale groep, de puntgroep in de driedimensionale ruimte van een vierkant, dat per definitie in het horizontale {\displaystyle xy}-vlak ligt.
De puntgroep {\displaystyle D_{4{\text{h}}}} wordt door een verzameling van zes symmetrie-elementen bepaald: één verticale {\displaystyle C_{4}}-as, langs de {\displaystyle z}-as, vier horizontale {\displaystyle C_{2}}-assen, dit zijn de twee {\displaystyle C_{2}'}-assen langs {\displaystyle x}-as en {\displaystyle y}-as en de twee {\displaystyle C_{2}''}-assen diagonaal tussen {\displaystyle x}- en {\displaystyle y}-as, en het σh-vlak, het {\displaystyle xy}-vlak. De twee {\displaystyle C_{2}'}-assen kunnen door {\displaystyle C_{4}} in elkaar worden overgevoerd, zo ook de twee {\displaystyle C_{2}''}-assen. Het resultaat is een minimale verzameling van vier onafhankelijke symmetrie-elementen. De vier bijbehorende symmetrieoperatoren, {\displaystyle C_{4},\,C_{2}',\,C_{2}''} en {\displaystyle \sigma _{\text{h}}} vormen de genererende verzameling van de groep {\displaystyle D_{4{\text{h}}}} dat is: deze minimale verzameling van vier symmetrie-operatoren genereert de volledige verzameling van 16 symmetrie-operatoren van de groep {\displaystyle D_{4{\text{h}}}}: {\displaystyle E,\,C_{4},\,C_{4^{2}}=C_{2}(z),\,C_{4^{3}},\,C_{2}'(x)C_{2}'(y),\,2C_{2}''}, beide diagonaal tussen {\displaystyle x} en {\displaystyle y}, {\displaystyle i,\,S_{4},\,S_{4^{3}},\,\sigma _{\text{h}},\,2\sigma _{\text{v}},\,2\sigma _{\text{d}}}.
De groep {\displaystyle D_{4{\text{h}}}} bezit dus 16 groepselementen, in de taal van de groepentheorie: de orde van de groep {\displaystyle D_{4{\text{h}}}} is 16. Dit is de groepsorde, te onderscheiden van de orde van de afzonderlijke elementen.
{\displaystyle C_{4}} is een element van de orde 4, het genereert een cyclische ondergroep van de orde 4: {\displaystyle C_{4},\,C_{4^{2}}=C_{2},\,C_{4^{3}}} en {\displaystyle C_{4},\,C_{4^{2}}=C_{2},\,C_{4^{4}}=E}. Dit is de groep {\displaystyle C_{4}}, te onderscheiden van het element {\displaystyle C_{4}} dat de groep genereert, net als {\displaystyle C_{4^{3}}}. {\displaystyle S_{4}} is ook een element van de orde 4 en genereert de cyclische ondergroep {\displaystyle S_{4}} ook, net als {\displaystyle S_{4^{3}}}. Het element {\displaystyle E} is van de orde 1 en genereert de triviale ondergroep {\displaystyle C_{1}}. De andere elementen van de groep {\displaystyle D_{4{\text{h}}}} zijn van de orde 2, zij genereren de cyclische ondergroepen {\displaystyle C_{2},\,C_{i}=S_{2}} of {\displaystyle C_{s}=C_{h}}, die groepen van de orde 2 zijn.
Deze cyclische groepen zijn niet de enige ondergroepen van {\displaystyle D_{4{\text{h}}}}. Andere ondergroepen worden gevormd door twee of meer genererende elementen. {\displaystyle D_{4{\text{h}}}} heeft bijvoorbeeld als niet-cyclische ondergroepen van de orde 8: {\displaystyle D_{4},\,C_{4{\text{h}}},\,C_{4{\text{v}}},\,D_{2{\text{d}}},\,D_{2{\text{h}}}} en als niet-cyclische ondergroepen van de orde 4: {\displaystyle D_{2},\,C_{2{\text{h}}},\,C_{2{\text{v}}},\,D_{2{\text{d}}},\,D_{2{\text{h}}}}.

## Puntgroepen in de kristallografie
Een kristal kan worden gezien als opgebouwd uit eenheidscellen, die in een rooster zijn gestapeld volgens een bepaalde translatiesymmetrie. De puntsymmetrie van de eenheidscel moet verenigbaar, compatibel, zijn met de translatiesymmetrie van het rooster. De combinatie, in de driedimensionale Euclidische ruimte, van de translatiesymmetrie-elementen met de compatibele puntsymmetrieelementen levert de kristallografische ruimtegroepen op, daarvan zijn er precies 230.
Terwijl er oneindig veel puntgroepen zijn, zijn maar weinig puntgroepen compatibel met de translatiesymmetrie van een kristal. Een 5-tallige, 7-tallige of hogere as bestaat niet in kristallen, omdat daarmee de ruimte niet kan worden gevuld. Een rooster opgebouwd door een onbepaald aantal translaties kan alleen de volgende rotatieassen bevatten: {\displaystyle C_{1},\,C_{2},\,C_{3},\,C_{4}} en {\displaystyle C_{6}}. Daarnaast kan nog een inversiecentrum {\displaystyle i} als onafhankelijk puntsymmetrieelement aanwezig zijn. Bedenk daarbij dat oneigenlijke rotaties en spiegelvlakken worden gegenereerd door combinaties van eigenlijke rotaties en inversie.
Een eerste selectie aan de hand van deze symmetriebewerkingen als genererende elementen geeft de volgende puntgroepen: {\displaystyle C_{n},\,S_{n}}, {\displaystyle C_{n{\text{h}}},\,C_{n{\text{v}}},\,D_{n},\,D_{n{\text{h}}},\,D_{n{\text{d}}}} voor {\displaystyle n=1,2,3,4\ {\text{of}}\ 6}, en de kubische puntgroepen {\displaystyle T,\,T_{\text{d}},\,T_{\text{h}},\,O,\,O_{\text{h}}}. Zo genoteerd, zitten bij deze 40 groepen echter dubbeltellingen en uitsluitingen. Dubbel geteld zijn er 6: {\displaystyle C_{1{\text{v}}}\equiv C_{1{\text{h}}},\,D_{1}\equiv C_{2},\,D_{1{\text{h}}}\equiv C_{2{\text{v}}},\,D_{1{\text{d}}}\equiv C_{2{\text{h}}},\,S_{1}\equiv C_{1{\text{h}}}} en {\displaystyle S_{3}\equiv C_{3{\text{h}}}}, in de tabel is steeds een van beide in grijs aangegeven. {\displaystyle D_{4{\text{d}}}} en {\displaystyle D_{6{\text{d}}}} moeten worden uitgesloten, in de tabel in rood aangegeven, omdat deze twee groepen de uitgesloten {\displaystyle S_{8}} respectievelijk {\displaystyle S_{12}} bevatten, die in de tabel 'De belangrijkste puntgroepen, hun groepselementen gegroepeerd in conjugatieklassen en hun subgroepen' vet aangegeven. Er blijven precies 32 puntgroepen over die compatibel zijn met translatiesymmetrie en de ruimtegroepen, dit zijn de 32 kristallografische puntgroepen. De systematiek ervan is in onderstaande tabel samengevat:
| kubisch | T       | Td  | Th     | O   | Oh  |
| n       | 1       | 2   | 3      | 4   | 6   |
| Cn      | C1      | C2  | C3     | C4  | C6  |
| Cnv     | C1v=C1h | C2v | C3v    | C4v | C6v |
| Cnh     | C1h     | C2h | C3h    | C4h | C6h |
| Dn      | D1=C2   | D2  | D3     | D4  | D6  |
| Dnh     | D1h=C2v | D2h | D3h    | D4h | D6h |
| Dnd     | D1d=C2h | D2d | D3d    | D4d | D6d |
| Sn      | S1=C1h  | S2  | S3=C3h | S4  | S6  |

## Kristallografische puntgroepen, internationale notatie
De Schoenflies notatie is geschikt voor alle puntgroepen, maar niet geschikt voor ruimtegroepen. Arthur Moritz Schoenflies 1853-1928 kwam uit Duitsland en heeft een belangrijke bijdrage geleverd aan de toepassing van de groepentheorie op de kristallografie. Kristallograaf Carl Hermann uit Duitsland en mineraloog Charles-Victor Mauguin uit Frankrijk hebben beide een notatie bedacht, die tegelijk kan worden toegepast op de 3-dimensionale ruimtegroepen en op de 32 kristallografische puntgroepen. Deze notatie wordt de Internationale notatie of Hermann-Mauguinnotatie genoemd. Hoewel de Internationale notatie niet geldt voor alle puntgroepen, heeft zij in de kristallografie de voorkeur over de Schönflies notatie omdat het een gemakkelijke notatie voor translatiesymmetrie elementen biedt en omdat het bovendien de richtingen van de symmetrie-assen aangeeft.
De toepassing van de Internationale notatie blijft hier tot de puntgroepen beperkt. Net als de Schönflies notatie baseert de Internationale notatie zich op de symmetrie-elementen. Bij de classificatie voor oneigenlijke rotaties wordt in de Internationale notatie het inversie-element i gebruikt, in de Schönflies notatie wordt het reflectie-element met een σ wordt aangegeven. Met de gegeven systematiek voor het vaststellen van de 32 kristallografische is ook de systematiek van de Hermann–Mauguin notatie voor puntgroepen goed duidelijk te maken.
- De symbolen voor eigenlijke rotaties worden verkort tot cijfers, dus C1, C2, C3, C4 en C6 worden weergegeven als 1, 2, 3, 4 en 6.
- De symbolen voor oneigenlijke rotaties, hier dus rotaties met inversie, hebben een streep boven de cijfers, dus C1i, C2i, C3i, C4i en C6i worden weergegeven als 1, 2, 3, 4, 6. Merk hier dus op: C1i ≡ i, dus 1 ≡ Ci, zo ook C2i ≡ σ en 2 ≡ Cs. Op dezelfde wijze vindt men 3 ≡ S6, 4 ≡ S4 en 6 ≡ S3.
- Het symbool voor spiegeling is in Internationale notatie m. Let hier op: omdat Cs ≡ 2 het symbool m krijgt, vervalt het symbool 2.
  - Als het spiegelvlak de n-voudige eigenlijke rotatieas bevat, in Schönflies is dit σv of σd, is het samengestelde symbool nm, met n=1,2,3,4 of 6.
  - Als het het spiegelvlak loodrecht op de n-voudige eigenlijke rotatieas staat, in Schönflies is dit σh, is het samengestelde symbool {\displaystyle {\tfrac {n}{m}}}, met n=1,2,3,4 of 6.

Als extra regel geldt dat men met het minimale aantal symbolen volstaat, dit betekent voor de niet-cyclische groepen dat men zich beperkt tot de genererende elementen. Dus bijvoorbeeld C3v met symmetrie-elementen C3 en 3σv wordt in Internationale notatie niet 3mmm, maar 3m , en D3 met C3 en 3C2 wordt niet 3222 maar 32. Als er echter onafhankelijke assen of vlakken zijn, kunnen de symbolen wel twee of drie keer voorkomen. Zo wordt de groep D2 met drie onafhankelijke C2 assen aangegeven met 222.
Een bijzonder geval is D3h, men is geneigd die groep te schrijven als {\displaystyle {\tfrac {2}{m}},{\tfrac {2}{m}},{\tfrac {2}{m}}}, maar dan is er overtolligheid, en dit is vereenvoudigd tot mmm. De groep T met meervoudige 2- en 3-tallige assen is 23 geworden en niet 32, want 32 is de groep D3. De 3-tallige as komt ook bij de andere kubische groepen op de tweede plaats.

## Het bepalen van de puntgroep
De Schoenflies notatie is gevolgd, die in de scheikunde het meeste wordt gebruikt en die voor alle puntgroepen bruikbaar is. De Schoenfliessymbolen krijgen in het geval van dubbelgroepen een * of een ' als superscript, we laten dit hieronder verder buiten beschouwing. In de kristallografie gebruikt men een andere puntgroepnotatie, de Internationale of Hermann-Mauguin notatie, die alleen op de verzameling van kristallografische puntgroepen van toepassing is.
- Lineair ? ja →
  - inversie ja? → D∞h
  - inversie nee? → C∞v

- Lineair ? nee →
  - 2 of meer Cn, n ≥ 3 ? ja →
    - → inversie ? ja → C5 ? ja → Ih
    - → inversie ? ja → C5 ? nee → Oh
    - → inversie ? nee → Td

- Lineair ? nee → 2 of meer Cn, n ≥ 3 ? nee → Cn ? ja.
  - Kies Cn met grootste n → nC2 loodrecht op Cn ? ja →
    - σh ? ja → Dnh
    - σh ? nee → nσd ? ja → Dnd
    - σh ? nee → nσd ? nee → Dn

- Lineair ? nee → 2 of meer Cn, n ≥ 3 ? nee → Cn ? ja →
  - Kies Cn met grootste n: nC2 loodrecht Cn met grootste n ? nee, geen →
    - σh ? ja → Cnh
    - σh ? nee → σv ? ja → Cnv
    - σh ? nee → σv ? nee → S2n ? ja → S2n
    - σh ? nee → σv ? nee → S2n ? nee → Cn

Nota bene: als men uitkomt bij Cn of Cnv, moet men controleren op de aanwezigheid van een S2n-as. De S2n-as wordt zichtbaar door het object of molecuul te projecteren langs de Cn-as. Is er zo'n S2n-as, dan geldt Cn → S2n en Cnv → Dnd.
- Lineair ? nee → 2 of meer Cn, n ≥ 3 ? nee → Cn ? nee →
  - σ ? ja → Cs
  - σ ? nee → i ja ? → Ci
  - σ ? nee → i nee ? → C1

## Tabellen
| Schoenflies symbool | Internationaal symbool          |
| ------------------- | ------------------------------- |
| C1                  | 1                               |
| Ci                  | 1                               |
| C2                  | 2                               |
| Cs                  | m                               |
| C2h                 | {\displaystyle {\tfrac {2}{m}}} |
| D2                  | 222                             |
| C2v                 | mm (mm2)                        |
| D2h                 | mmm                             |
| C4                  | 4                               |
| S4                  | 4                               |
| C4h                 | {\displaystyle {\tfrac {4}{m}}} |
| D4                  | 422                             |
| C4v                 | 4mm                             |
| D2d                 | 42m (4m2)                       |
| D4h                 | {\displaystyle {\tfrac {4}{m}}} |
| C3                  | 3                               |
| S6                  | 3                               |
| D3                  | 32                              |
| C3v                 | 3m                              |
| D3d                 | 3m                              |
| C6                  | 6                               |
| C3h                 | 6                               |
| C6h                 | {\displaystyle {\tfrac {6}{m}}} |
| D6                  | 622                             |
| C6v                 | 6mm                             |
| D3h                 | 6m2 (62m)                       |
| D6h                 | {\displaystyle {\tfrac {6}{m}}} |
| T                   | 23                              |
| Th                  | m3 (m3)                         |
| O                   | 432                             |
| Td                  | 43m                             |
| Oh                  | m3m (m3m)                       |

De kristallografische puntgroepen van de roosterpunten moeten compatibel zijn met de symmetrie van het bravaisrooster waarvan de roosterpunten een onderdeel zijn. Er zijn puntgroepen die daar nooit aan voldoen. De belangrijkste puntgroepen, kristallografische en overige, staan in de volgende tabel.
| puntgroep (Schoenflies notatie) | orde van de groep | elementen van de groep = symmetrieoperatoren (gegroepeerd naar conjugatieklassen)                     | ondergroepen (symmetrie-verlaging)                                                                                                  |
| ------------------------------- | ----------------- | --- | --- |
| C1                              | 1                 | E | |
| Cs = S1                         | 2                 | E, σ                                                                                                  | |
| Ci = S2                         | 2                 | E, i                                                                                                  | |
| C2                              | 2                 | E, C2                                                                                                 | |
| C3                              | 3                 | E, C3, C32                                                                                            | |
| C4                              | 4                 | E, C4, C2, C42                                                                                        | C2 |
| C5                              | 5                 | E, C5, C52, C53, C54                                                                                  | |
| C6                              | 6                 | E, C6, C3, C2, C32, C65                                                                               | C3, C2 |
| C7                              | 7                 | E, C7, C72, C73, C74, C75, C76                                                                        | |
| C8                              | 8                 | E, C8, C4, C2, C43, C83, C85, C87                                                                     | C4, C2 |
| D2                              | 4                 | E, C2(z), C2(y), C2(x)                                                                                | C2 (3 x) |
| D3                              | 6                 | E, 2C3, 3C2                                                                                           | C3, C2 |
| D4                              | 8                 | E, 2C4, C2(=C42) 2C2,, 2C2,,                                                                          | C4, C2 (3 x) |
| D5                              | 10                | E, 2C5, 2C52, 5C2                                                                                     | C5, C2 |
| D6                              | 12                | E, 2C6, 2C3, C2, 3C2,, 3C2,,                                                                          | C6, D3 (2 x), D2, C3, C2 (3 x) |
| C2v = D1h                       | 4                 | E, C2, σv(xz), σv(x,z)                                                                                | C2, Cs (2 x) |
| C3v                             | 6                 | E, 2C3, 3σv                                                                                           | C3, Cs |
| C4v                             | 8                 | E, 2C4, C2, 2σv, 2σd                                                                                  | C4, C2v (2 x), C2, C2d (2 x) |
| C5v                             | 10                | E, 2C5, 2C52, 5σv                                                                                     | C5, Cs |
| C6v                             | 12                | E, 2C6, 2C3, C2, 3σv, 3σd                                                                             | C6, C3v (2 x), C2v, C3, C2, Cs (2 x)                                                                                                |
| C2h = D1d                       | 4                 | E, C2, i, σh                                                                                          | C2, Ci, Cs |
| C3h = S3                        | 6                 | E, C3, C32, σh, S3, S35                                                                               | C3, Cs |
| C4h                             | 8                 | E, C4, C2, C43, i, S43, σh, S4                                                                        | C4, S4, C2h, C2, Ci, Cs |
| C5h                             | 10                | E, C5, C52, C53, C54, σh, S5, S57, S53, S59                                                           | C5, Cs |
| C6h                             | 12                | E, C6, C3, C2, C32, C65, i, S35, S65, σh, S6, S3                                                      | C6, C3h, S6, C2h, C3, C2, Ci, Cs |
| D2h                             | 8                 | E, C2(z), C2(y) C2(x), i, σh (xy), σv(xz), σv(yz)                                                     | D2, C2v (3 x), C2h (3 x), C2 (3 x), Cs (3 x)                                                                                        |
| D3h                             | 12                | E, 2C3, 3C2, σh, 2S3, 3σv                                                                             | C3h, D3, C3v, C2v, C3, C2, Cs (2 x)                                                                                                 |
| D4h                             | 16                | E, 2C4, C2, 2C2,, 2C2,,, i, 2S4, σh, 2σv, 2σd                                                         | D4, D2d (2 x), C4v, C4h, D2h (2 x), C4, S4, D2 (2 x), C2v (4 x), C2h (3 x), C2 (3 x), Ci, Cs (3 x)                                  |
| D5h                             | 20                | E, 2C5, 2C52, 5C2, σh, 2S5, 2S53, 5σv                                                                 | D5, C5v, C5h, C5, C2v, C2, Cs (2 x)                                                                                                 |
| D6h                             | 24                | E, 2C6, 2C3, C2 3C2,, 3C2,,, i, 2S3, 2S6, σh, 3σv, 3σd                                                | D6, D3h (2 x), C6v, C6h, D3d (2 x), D2h, C6, C3h, D3 (2 x), C3v (2 x), S6, D2, C2v (2 x), C2h (3 x), C3, C2 (3 x), Ci, Cs (3 x)     |
| D8h                             | 32                | E, 2C8, 2C83, 2C4, C2, 4C2,, 4C2,,, i, 2S8, 2S83, 2S4, σh, 4σd, 4σv                                   | onder andere D8, C8, S8, C8h, C8v, D4h en hun ondergroepen                                                                          |
| D2d                             | 8                 | E, 2S4, C2, 2C2,, 2σd                                                                                 | S4, D2, C2v, C2 (2 x), Cs |
| D3d                             | 12                | E, 2C3, 3C2, i, 2S6, 3σd                                                                              | D3, C3v, S6, C3, C2h, C2, Ci, Cs |
| D4d                             | 16                | E, 2S8, 2C4, 2S83, C2, 4C2,, 4σd                                                                      | D4, C4v, S8, C4, C2v, C2 (2 x), Cs                                                                                                  |
| D5d                             | 20                | E, 2C5, 2C52, 5C2, i, 2S103, 2S10, 5σd                                                                | D5, C5v, C5, C2, Ci, Cs |
| D6d                             | 24                | E, 2S12, 2C6, 2S4, 2C3, 2S125, C2, 6C2,, 6σd                                                          | D6, C6v, S12, C6, D2d, D3, C3v, D2, C2v, S4, C3, C2 (2 x), Cs                                                                       |
| S4                              | 4                 | E, S4, C2, S43                                                                                        | C2 |
| S6                              | 6                 | E, C3, C32, i, S65, S6                                                                                | C3, Ci |
| S8                              | 8                 | E, S8, C4, S83, C2, S85, C43, S87                                                                     | C4, C2 |
| T                               | 12                | E, 4C3, 4C32, 3C2                                                                                     | D2, C3, C2 |
| Th                              | 24                | E, E, 4C3, 4C32, 3C2, i, 4S6, 4S65, 3σh                                                               | T, D2h, S6, D2, C2v, C2h, C3, C2, Ci, Cs                                                                                            |
| Td                              | 24                | E, 8C3, 3C2, 6S4, 6σd                                                                                 | T, D2d, C3v, S4, D2, C2v, C3, C2, Cs                                                                                                |
| O                               | 24                | E, 6C4, 3C2(=C42), 8C3, 6C2                                                                           | T, D4, D3, C4, D2 (2 x), C3, C2 (2 x)                                                                                               |
| Oh                              | 48                | E, 8C3, 6C2, 6C4, 3C2(=C42), i, 6S4, 8S6, 3σh, 6σd                                                    | O, Td, Th, T, D4h, D4, D3d, D2d, C4h, C4v, D2h (2 x), D3, C3v, S6, C4, S4, C2v (3 x), D2 (2 x), C2h (2 x), C3, C2 (2 x), S2, Ci, Cs |
| I                               | 60                | E, 12C5, 12C52, 20C3, 15C2                                                                            | D5, C5, D3, C3, C2 |
| Ih                              | 120               | E, 12C5, 12C52, 20C3, 15C2, i, 12S10, 12S63, 20S6, 15σ                                                | onder andere I, S10, D5h, C5v, D3h en hun ondergroepen                                                                              |
| C∞v, lineaire groep zonder i    | ∞                 | E, 2C∞ (en ∞ hieruit gegenereerde operatoren), ∞σv                                                    | onder andere Cnv en hun ondergroepen                                                                                                |
| D∞h, lineaire groep met i       | ∞                 | E, 2C∞ (en ∞ hieruit gegenereerde operatoren), ∞σv i, 2S∞ (en ∞ hieruit gegenereerde operatoren), ∞C2 | C∞v, en onder andere Dnh en hun ondergroepen                                                                                        |
| R3, volle rotatiegroep.         | ∞                 | ∞C∞, ∞σ, i                                                                                            | Onder andere O, D4, D3 en hun ondergroepen                                                                                          |